# Abdel Karim Obeid
Abdel Karim Obeid (en árabe: عبد الكريم عبيد‎; Jebchit, 1957) es un jeque chiita e imán de la aldea de Jibchit en el sur del Líbano, lugar destacado del chiismo libanés.

## Biografía
Obeid está considerado como líder espiritual y soldado del Amal Islámico en el sur de Tiro, cercano a Hezbolá y relacionado con las operaciones de captura de rehenes occidentales desde 1982.
Fue capturado el 28 de julio de 1989 por los comandos israelíes en su aldea natal de Jibchit. Danny Abdalla, un criminal libanés residente en Dinamarca, quien también admitió haber asesinado a Rajib Harb en nombre de los israelíes, afirmó haber participado en el secuestro, con lo que Hezbolá le incluyó en su lista de personas asesinadas y buscadas en el Líbano. Estuvo detenido durante muchos años en Israel, primero internado en la Instalación 1391, cerca de la Línea Verde, y luego trasladado a la penitenciaría de Ashmoret, a las afueras de Kfar Yona, al norte de Tel Aviv .
A cambio de su liberación, Israel exigió primero información sobre el paradero del aviador Ron Arad (saltado en paracaídas sobre el sur del Líbano en octubre de 1986), y después sobre los cadáveres de los tres soldados secuestrados por Hezbolá en octubre de 2000 en la frontera entre Israel y el Líbano y sobre Elhanan Tannenbaum, secuestrado al mismo tiempo en Dubái .
Fue liberado en enero de 2004 junto con otros 20 prisioneros libaneses y 400 palestinos, como parte de un acuerdo para recuperar a los mencionados tres cadáveres y ciudadano israelíes. Agradeció a Hezbolá y a los dirigentes iraníes por haber facilitado su liberación.